# Вале Амазено (Фрозиноне)
Вале Амазено је насеље у Италији у округу Фрозиноне, региону Лацио.
Према процени из 2011. у насељу је живело 169 становника. Насеље се налази на надморској висини од 495 м.